# 15985 Bhatnagar
A 15985 Bhatnagar (ideiglenes jelöléssel (15985) 1998 WU20) a Naprendszer kisbolygóövében található aszteroida. A LINEAR projekt keretében fedezték fel 1998. november 18-án.